# Aegomorphus modestus
Aegomorphus modestus es una especie de escarabajo longicornio del género Aegomorphus,  subfamilia Lamiinae. Fue descrita científicamente por Blais en 1817.

## Distribución
Se distribuye por Bahamas, Canadá y los Estados Unidos donde habita en lugares húmedos. Mide 10-16 milímetros de longitud.